# Bruno Retailleau
Bruno Retailleau (Cholet, 20 novembre 1960) è un politico francese, senatore e presidente del Consiglio regionale dei Paesi della Loira a seguito delle elezioni del 2015.

## Primi anni di vita e istruzione
Figlio di un commerciante di cereali, è nato il 20 novembre 1960 a Cholet, Maine e Loira.
Maggiore di una famiglia di 4 figli, è cresciuto a Saint-Malô-du-Bois, un villaggio nel bocage della Vandea, a 7 chilometri da dove sorgerà il parco storico a tema Puy du Fou.
Retailleau si è laureato a Sciences Po nel 1985, dopo aver ottenuto un master in economia presso l'Università di Nantes.

## Carriera professionale
Nel 1985, divenne vicedirettore generale della stazione radio locale Alouette, poi, dal 1987 al 1994, direttore generale della scuola di comunicazione Sciencescom, in seguito integrata nella business school Audencia.
Quando venne creata la società Grand Parc du Puy du Fou, che gestisce il parco tematico associato alla "Cinéscénie", ne divenne il primo presidente del consiglio di amministrazione.

## Carriera politica

### Inizi
Membro del Movimento per la Francia (MPF) fino al 2010, Retailleau è diventato consigliere generale della Vandea per il cantone di Mortagne-sur-Sèvre nel 1988, carica che ha mantenuto fino al 2015.

### Deputato all'Assemblea nazionale
Retailleau divenne membro dell'Assemblea nazionale per la quarta circoscrizione della Vandea nel 1994 in seguito all'elezione di Philippe de Villiers come europarlamentare (MEP), carica che non rimantenne dopo le elezioni del 1997, poiché De Villiers si candidava per il suo vecchio seggio.

### Senatore
Retailleau, divenne senatore nel 2004, al Senato fu presidente del gruppo I Repubblicani a partire dal 2014. Nel 2010, è succeduto a De Villiers come presidente del Consiglio generale della Vandea. Nel 2012, ha aderito all'Unione per un Movimento Popolare (UMP).

### Primarie di destra
In vista delle elezioni primarie dei Repubblicani nel 2019, Retailleau annunciò che si sarebbe candidato alla carica di presidente del partito. Rinunciò alla sua candidatura nell'agosto 2021.
Alla convention nazionale dei Repubblicani del dicembre 2021, Retailleau faceva parte del comitato di 11 membri che ha supervisionato la selezione del candidato del partito per le elezioni presidenziali del 2022.

### Candidato alla presidenza dei Repubblicani
Il 2 settembre 2022, Retailleau ha annunciato la sua candidatura alla presidenza del partito I Repubblicani. Nella votazione interna, è stato infine sconfitto da Éric Ciotti l'11 dicembre 2022.

### Ministro dell'interno
Il 21 settembre presta giuramento come ministro dell'interno nel governo guidato da Michel Barnier, succedendo così a Gérald Darmanin. Tra le prime dichiarazioni da ministro, Retailleau ha dichiarato di voler ridurre l'immigrazione "con qualsiasi mezzo" e di voler riformare l'Aiuto sanitario di Stato, ovvero il sussidio destinato a coprire le spese mediche degli stranieri irregolari in Francia.